# Peter Starzmann
Peter Starzmann  (* 27. Juli 1962 in Deizisau) ist ein ehemaliger deutscher Fußballspieler, heutiger Fußballtrainer und Vermögensberater.
Der begann seine Karriere beim TSV Deizisau, bevor er über den Landesligisten TSV Wendlingen zum SSV Reutlingen und den VfL Kirchheim/Teck in die Oberliga Baden-Württemberg wechselte. Zur Saison 1989/90 schloss er sich den Stuttgarter Kickers an und bestritt dort 26 Zweitligaspiele, wobei er zwei Tore erzielte. Nach einer Saison kehrte er zum VfL Kirchheim zurück, musste seine Karriere nach einem Lungenriss sowie Rippenbruch bald darauf beenden.
Nach seiner Aktiven Laufbahn war er als Trainer beim SSV Reutlingen, dem SV Bonlanden und der A-Jugend sowie den Amateuren des VfB Stuttgart tätig. An der Seite von Ralf Rangnick betreute er zudem rund 3 Jahre als Co-Trainer die Profis des VfB Stuttgart.
Seit 2006 ist er in Reutlingen als Vermögensberater tätig.

## Erfolge als Trainer
- Aufstieg in die Oberliga Baden-Württemberg mit dem SV Bonlanden: 1995
- WFV-Pokalsieger mit dem SV Bonlanden: 1996
- DFB-Junioren-Pokalsieger: 2001
- Meister Oberliga Baden-Württemberg mit dem VfB Stuttgart II: 2003
- Meister Oberliga Baden-Württemberg mit dem SSV Reutlingen 05: 2006